# Mixed-Up Fairy Tales
Mixed-Up Fairy Tales is een grafisch avonturenspel van Sierra On-Line uit 1991. Het werd ontwikkeld met Sierra’s interne ontwikkeltool SCI. De doelgroep zijn kinderen.

## Verhaal
De speler wordt door de magische draak Bookwyrm naar sprookjesland overgebracht. De trol Bookend heeft chaos verspreid waardoor de verhaallijn van vijf sprookjes niet loopt zoals gepland. De sprookjes zijn: Assepoester, Jaak en de bonenstaak, Sneeuwwitje, Belle en het Beest en De Bremer stadsmuzikanten.  Opdrachten zijn onder andere:
- Assepoester kan niet naar het bal omdat de pompoen, dewelke dient omgetoverd te worden tot een koets, werd gestolen.
- Assepoester verliest een glazen muiltje tijdens het bal. Echter vindt iemand anders dan de prins dit muiltje. Omdat de prins het muiltje niet heeft, kan hij niet op zoek gaan naar Assepoester.
- Jaak vindt het bijl niet waardoor hij de bonenstaak niet kan omhakken.
- Sneeuwwitje vindt het huis van de zeven dwergen niet.

## Spelbesturing
Het spel werd ontworpen voor kinderen waardoor de gebruikersinterface zeer simpel is. Elke opdracht bestaat uit hoogstens 16 schermen in een 4*4 vierkant. Verder is dit ook een van de eerste avonturenspellen waar de speler niet kan sterven en waar men pas naar een volgende scène kan indien men alle nodige acties heeft uitgevoerd en objecten in de inventaris heeft.